# Temple maçonnique des Vrais Frères unis
Le temple maçonnique des Vrais Frères unis est un monument historique situé au Locle en Suisse, lieu de réunion de la loge maçonnique « Les Vrais Frères unis » créée en 1774 dans la Principauté de Neuchâtel.

## Historique
La date du 2 octobre 1774 marque officiellement la création de la loge Les Vrais Frères unis à Locle, cette date correspondant à la première assemblée mentionnée dans les archives. Il est cependant vraisemblable que des réunions informelles aient déjà eu lieu dès 1765 environ. D’abord rattachée au Grand Orient de France grâce à des liens étroits avec la loge « La Sincérité » de Besançon, la loge locloise obtient la protection de la loge « Aux Trois Globes » de Berlin en 1787. Elle rejoint d'abord la Grande Loge nationale suisse de Berne en 1829, puis la Grande Loge suisse Alpina en 1844.

## Temple maçonnique
Après avoir occupé divers lieux au Locle, la loge s’installe rue des Envers 37, dans une bâtisse construite en 1829 et inaugurée en 1830. Elle est le plus ancien bâtiment maçonnique construit pour cet usage encore en fonction en Suisse. L'architecture extérieure est d’une grande sobriété selon un usage local, l’intérieur conserve d’importants décors historicistes de la fin du XIXe siècle et du début du XXe siècle qui comptent parmi les plus spectaculaires décors maçonniques conservés en Suisse, avec ceux du temple de la loge L’Amitié à La Chaux-de-Fonds. Le bâtiment, les locaux occupés par la loge et les décors ont été mis sous protection au titre de monument historique en 2023,.
Le bâtiment, rectangulaire, comporte des espaces commerciaux au rez-de-chaussée, l'appartement du commis de cuisine de la loge au premier étage. Le second étage est réservé aux divers espaces de la loge: salle humide, salle des pas perdus, salle des fêtes et temple. Cette disposition des locaux est le résultat de plusieurs transformations : une nouvelle cage d'escalier est construite à l'ouest en 1842, une adjonction en 1844-45 et le doublement de la largeur du bâtiment en 1846.  

### La salle des Fêtes
Un vaste espace rectangulaire prévu pour les agapes et autres évènements festifs est entièrement recouvert de peinture sur toiles marouflées. Le décor, exécuté en 1898 par le peintre italien Francesco Coppa (1845-1909) présente une architecture en trompe-l’œil (colonnes, corniches, balustrade) et de nombreux symboles liés à la franc-maçonnerie. Sur la paroi faisant face à l’entrée, un grand paysage montre Hiram, au pied de ruines antiques et observants une procession, reprenant des éléments visibles sur un lavis et une gravure que le musée maçonnique de la Grande Loge nationale française à Paris conserve. Des cartouches affichent des dates importantes de l'histoire de la loge : 1774 (fondation), 1842 (signature de l'Acte d'union des loges helvétiques) et 1898 (décor peint de la salle). Au centre des deux longs côtés de la salle, sur la balustrade en trompe-l'œil, figurent les armoiries des quatre communes neuchâteloises où des loges sont alors installées, Le Locle, Neuchâtel, La Chaux-de-Fonds et Môtiers. Un grand ciel étoilé peint orne le plafond, lui-même formé d’une voûte en arc surbaissé en bois.

### Le temple
L'espace, appelé « le temple » par ses utilisateurs, présente un plan typique des aménagements maçonniques au XIXe siècle : une salle rectangulaire, sans fenêtres, se prolongeant par une abside légèrement surélevée dans laquelle siège le président de la loge maçonnique. À l'entrée de la pièce, la colonne d'harmonie repose sur les colonnes Jakin et Boaz, évocation du temple de Salomon selon la tradition maçonnique.
Peu après la construction du bâtiment (vers 1830), le temple recoit un premier décor exécuté par Carlo Cocchi (1771-1854) un peintre italien actif à Neuchâtel et alentours,. En 1898, le peintre Francesco Coppa est mandaté pour renouveler le décor. Ce dernier présente également une architecture en trompe-l'œil (pilastres, arcades) et des symboles maçonniques regroupés sous forme de trophées. Au centre de la paroi de l'abside, le roi Salomon est assis sur son trône, entre des colonnes égyptiennes à chapiteaux papyriformes. La voûte est ornée d'un ciel étoilé, ainsi que d'une représentation de la lune et du soleil qui peuvent être rétroéclairés.

### La salle des pas perdus
Cette pièce, située directement avant le temple, parfois appelé « parvis », constitue une sorte de musée-bibliothèque et abrite des objets et de l'iconographie liés à l'histoire de la loge. Une collection de tabliers anciens brodés est conservée dans une grande armoire vitrée.

## Galerie

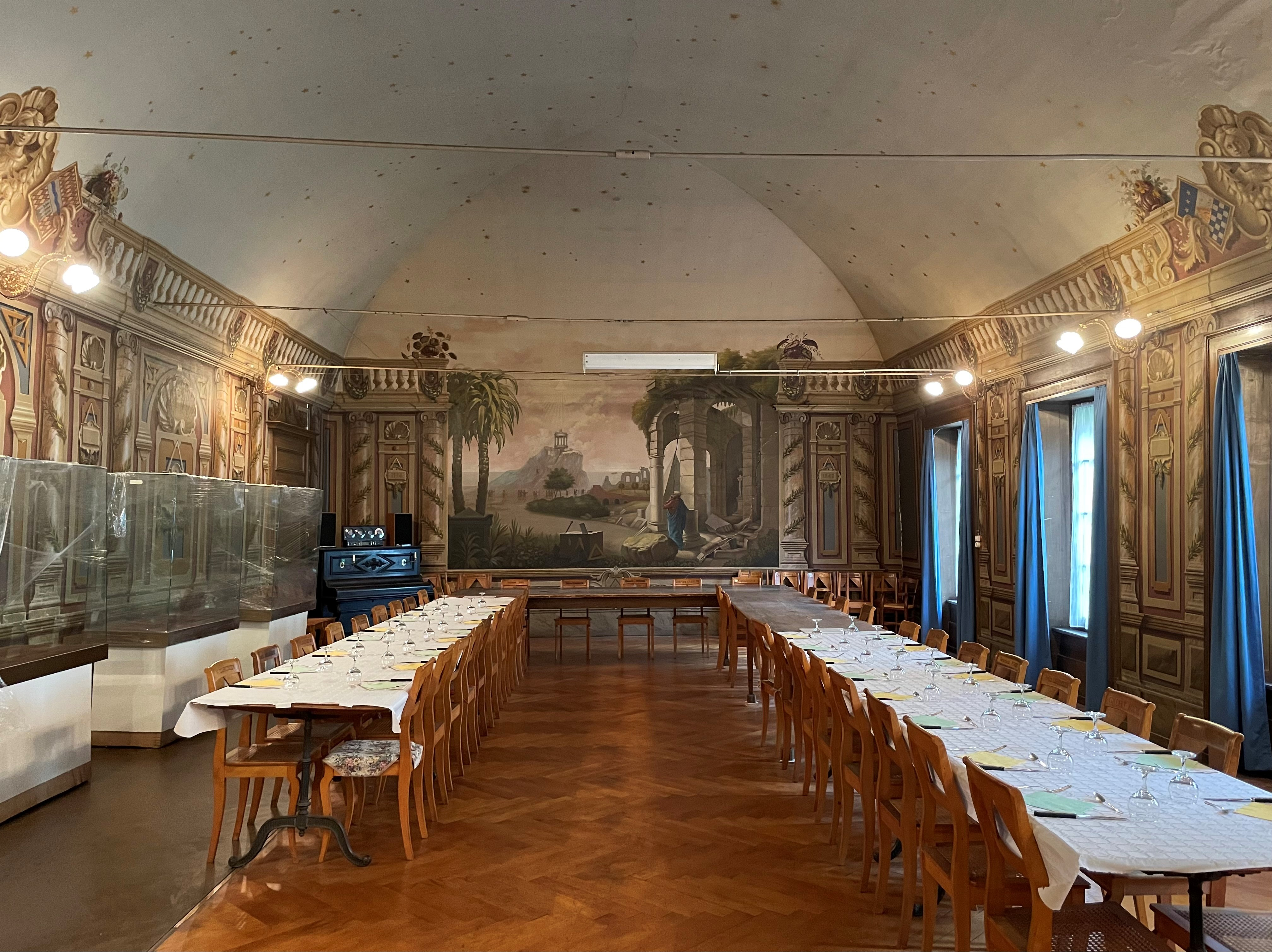
Salle des fêtes.
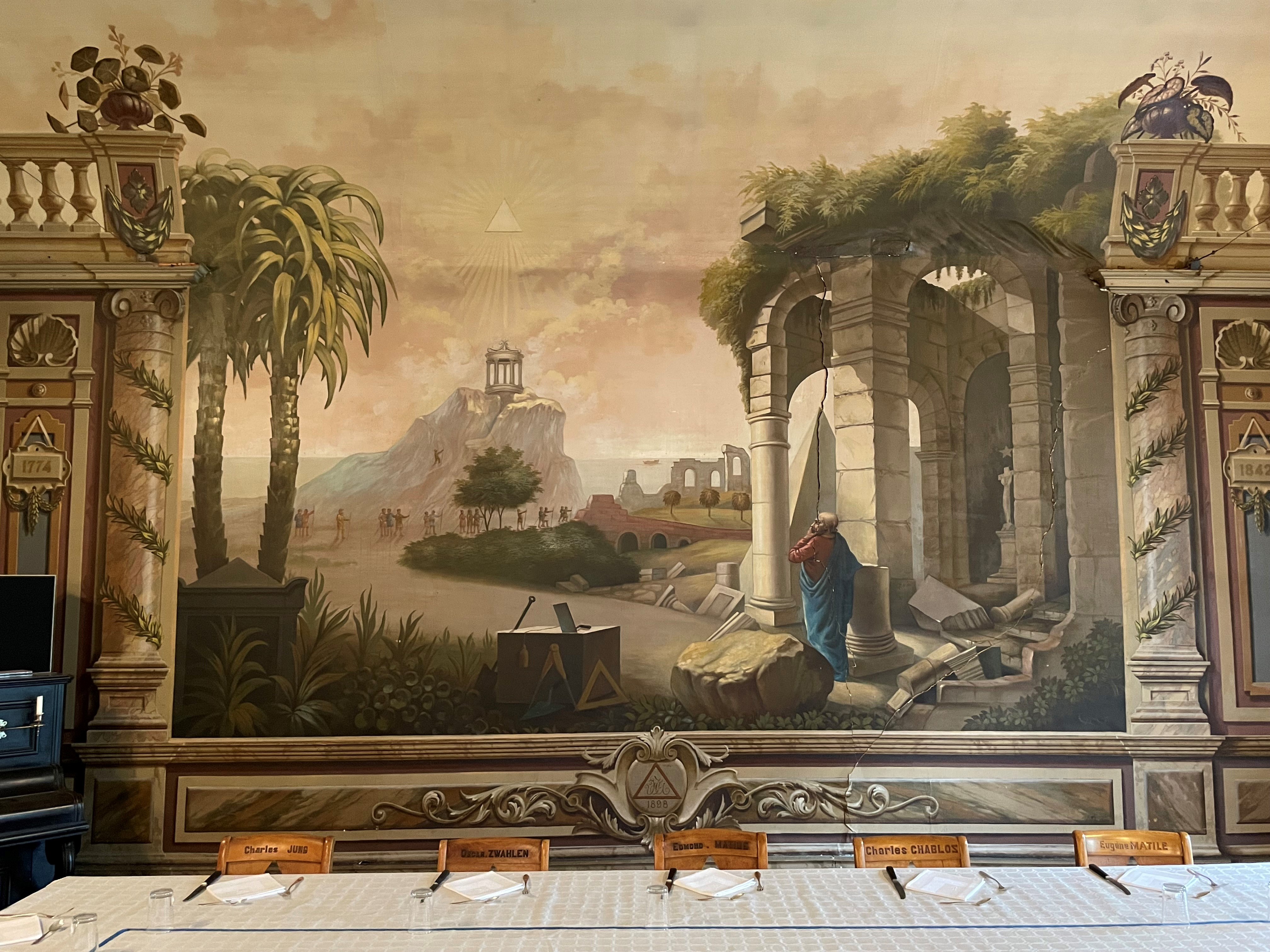
Détail du décor de la salle des fêtes
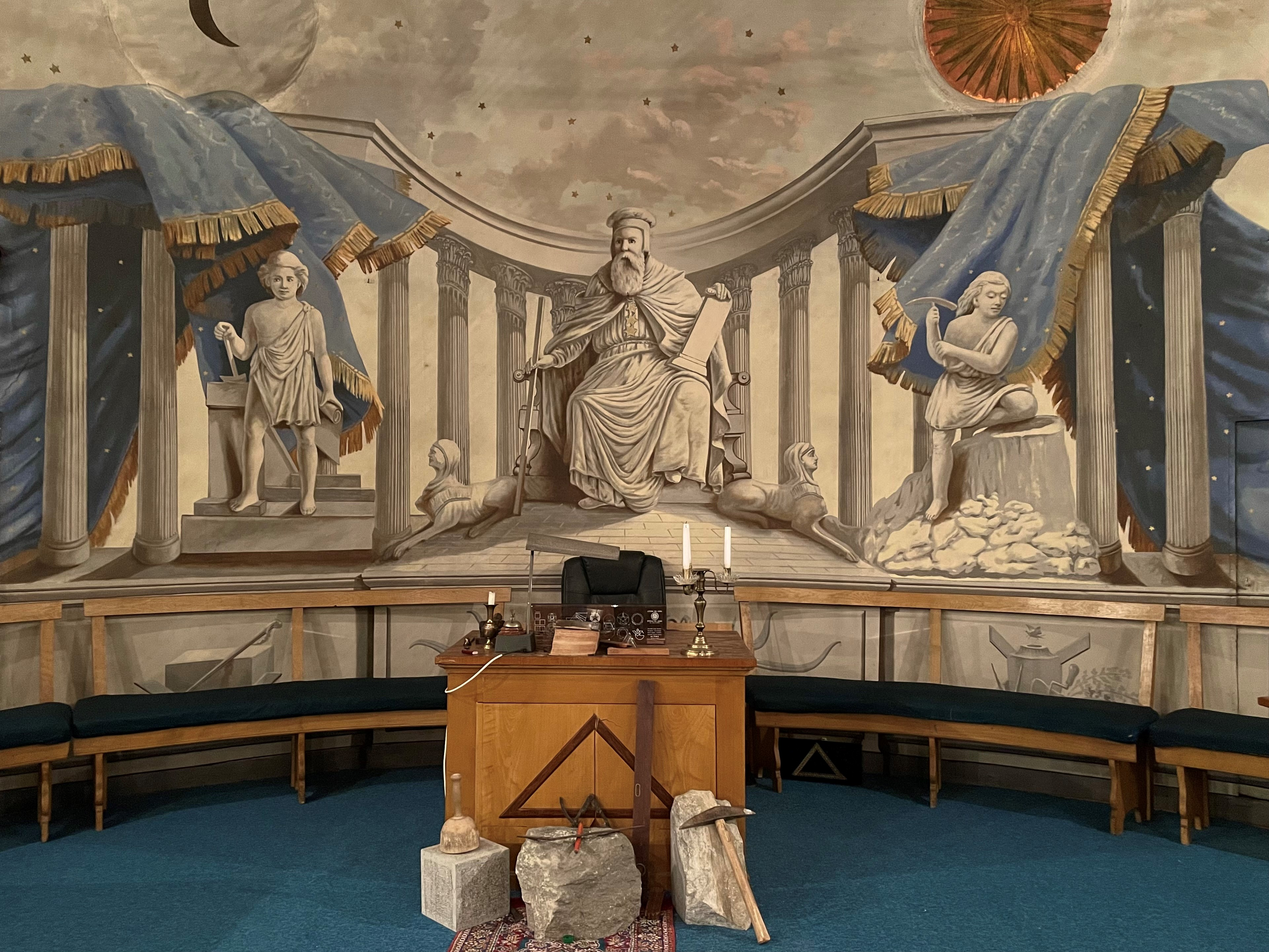
Représentation de Salomon.
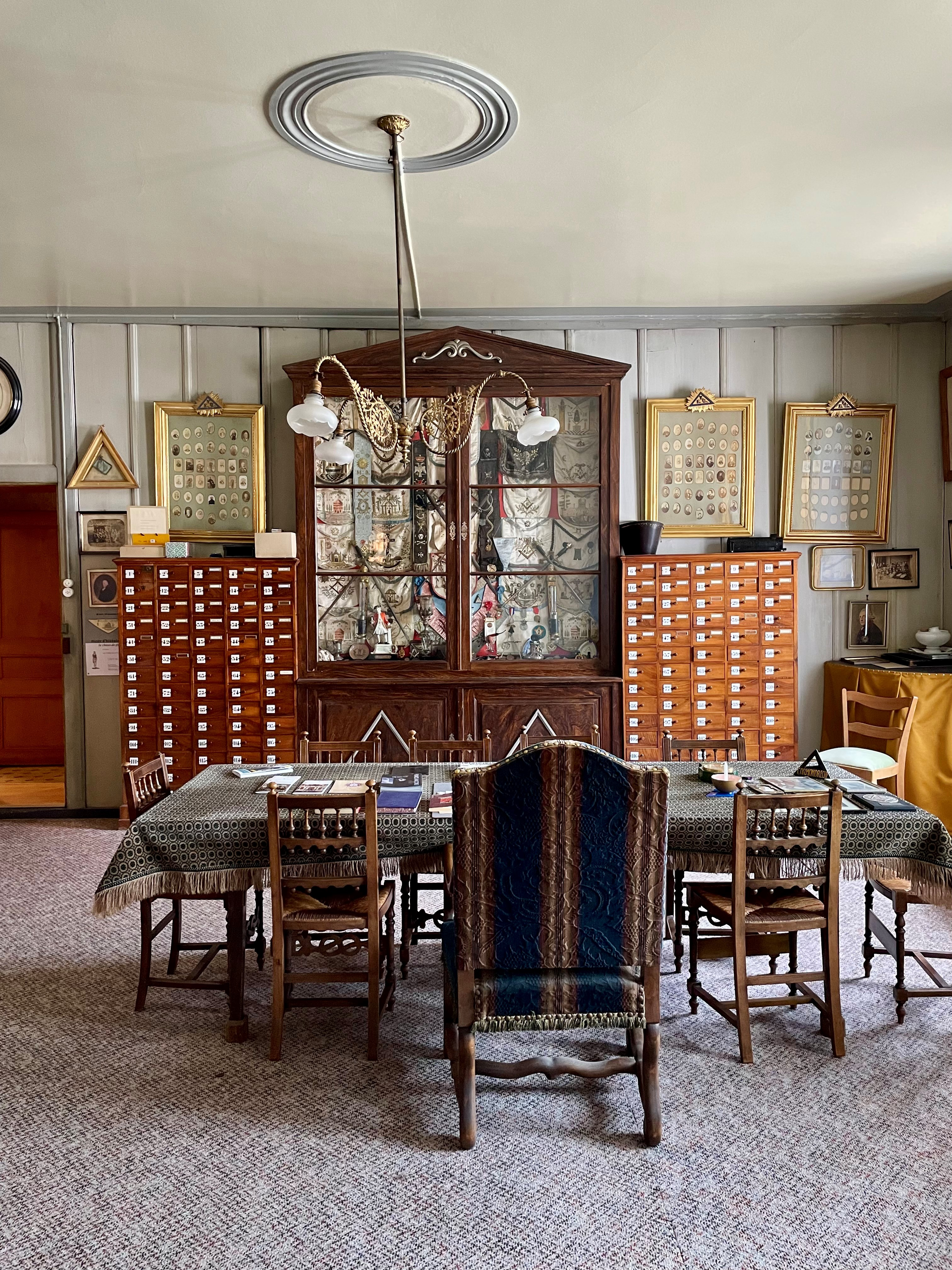
Salle des pas perdus.